# 許負
許負，西漢初年著名相士，河內郡溫縣（今河南省溫縣）人。精通相術，曾為許多王公貴族相面，預言非常靈驗。据说为女性，并被漢高祖封為「鳴雌亭侯」（或作「明雌亭侯」），是古代少數的女列侯之一。著有《許負相法》。其外孫郭解是漢代知名的遊俠。

## 辨疑
南朝宋裴松之在注释《三国志》时提到，西晋孔衍《汉魏春秋》中称许负是河内温县的妇人，汉高祖封为明雌亭侯。裴松之怀疑是当地方言「母」、「负」音同，所以孔衍把许负当成妇人，而且汉高祖时分封的都是列侯，没有乡侯、亭侯这种爵位，所以“明雌亭侯”这一封号可能有假。唐代《史記索隱》则称东汉应劭曾说许负是河内温县的老妪以及西汉《楚汉春秋》中提到许负被封为鳴雌亭侯。

## 生平
楚漢相爭時，魏王豹納了魏國宗室女魏媼之女薄姬為側室，許負預言薄姬是天子之母。魏王豹大喜，認為自己一定能奪取天下，聯合項羽，背叛劉邦，結果魏王豹被漢將曹參滅國，薄姬也被收為劉邦的妾，而後生下了劉恆，就是日後的漢文帝。
河內郡太守周亞夫是漢朝名將绛侯周勃的儿子，當時，許負替他看面相，說：「三年以後，您會被封為列侯；封侯八年後就會出將入相，秉持國政，極其尊貴，大臣之間沒有比得上您的；但再過九年您會餓死。」亞夫覺得這算命沒道理，笑著說：「臣的兄長周胜之已經繼承父親的侯爵了，就算兄長死了，也是他兒子繼承，怎麼說是我封侯呢？而既然如您所言，可以極其尊貴，又怎麼說我會餓死呢？請您對我指明原因罷。」許負指亞夫的嘴說：「您嘴巴旁邊有橫紋，這是被餓死的面相。」文帝因周勝之犯法，剝奪其爵位，改封周亞夫為侯爵，並重用之。漢景帝即位，實行削藩政策，爆發七國之亂，亞夫拜為太尉，只用了三個月就平定亂軍，後來因為得罪景帝，被下廷尉，絕食死於詔獄中，一如許負之言。
民間傳說，許負也曾預言漢文帝寵臣鄧通的敗亡。